# Biblioteca de Coloane
A Biblioteca de Coloane (em chinês:  路環圖書館) é uma biblioteca pública localizada em Coloane, na Região Administrativa Especial de Macau da República Popular da China. Foi classificada como Edifício de Interesse Arquitetónico (em chinês:  具建築藝術價值之樓宇).

## História
Construído originalmente em 1911 no estilo arquitetónico português, o edifício da biblioteca pertencia à antiga Escola Municipal de Coloane (em chinês:  路環公局市立學校), que foi transformada em biblioteca no ano de 1983.